# ياسوهيرو فوكودا
ياسوهيرو فوكودا (باليابانية: 福田 恭大) (13 مارس 1992 في أوكاياما في اليابان – )؛ هو لاعب كرة قدم ياباني سابق كان يلعب كلاعب وسط.

## وصلات خارجية
- ياسوهيرو فوكودا على موقع رابطة كرة القدم اليابانية للمحترفين (اليابانية)